# University of Toronto
Die University of Toronto (auch U of T, UToronto, oder einfach Toronto) ist Kanadas größte Universität. Sie ist Mitglied der Association of American Universities, eines seit 1900 bestehenden Verbunds führender forschungsintensiver nordamerikanischer Eliteuniversitäten.
Sie wurde 1827 gegründet und hat derzeit rund 59.000 Vollzeit-Studenten sowie etwa 11.000 Beschäftigte. Bei einem 2015 von der Zeitschrift Times Higher Education durchgeführten Ranking belegte sie Platz 18 unter den besten Universitäten der Welt. Sie ist Mitglied der Association of Commonwealth Universities.
Die Universität verfügt über einen Etat von ca. 1,4 Milliarden Dollar jährlich. Des Weiteren erhält sie für Forschung Drittmittel in Höhe von 844,5 Millionen Dollar. Ein Verbund mehrerer zur Universität zugehöriger Bibliotheken besitzt insgesamt über 15 Millionen Medien und gehört somit zu den vier größten Forschungsbibliotheken in Nordamerika. Zentrale und größte Bibliothek in diesem Verbund ist die Robarts Library mit 4,8 Millionen Büchern. Das Archiv der Universität zur Entwicklung des Insulins wurde im Jahr 2013 zum Weltdokumentenerbe erklärt.

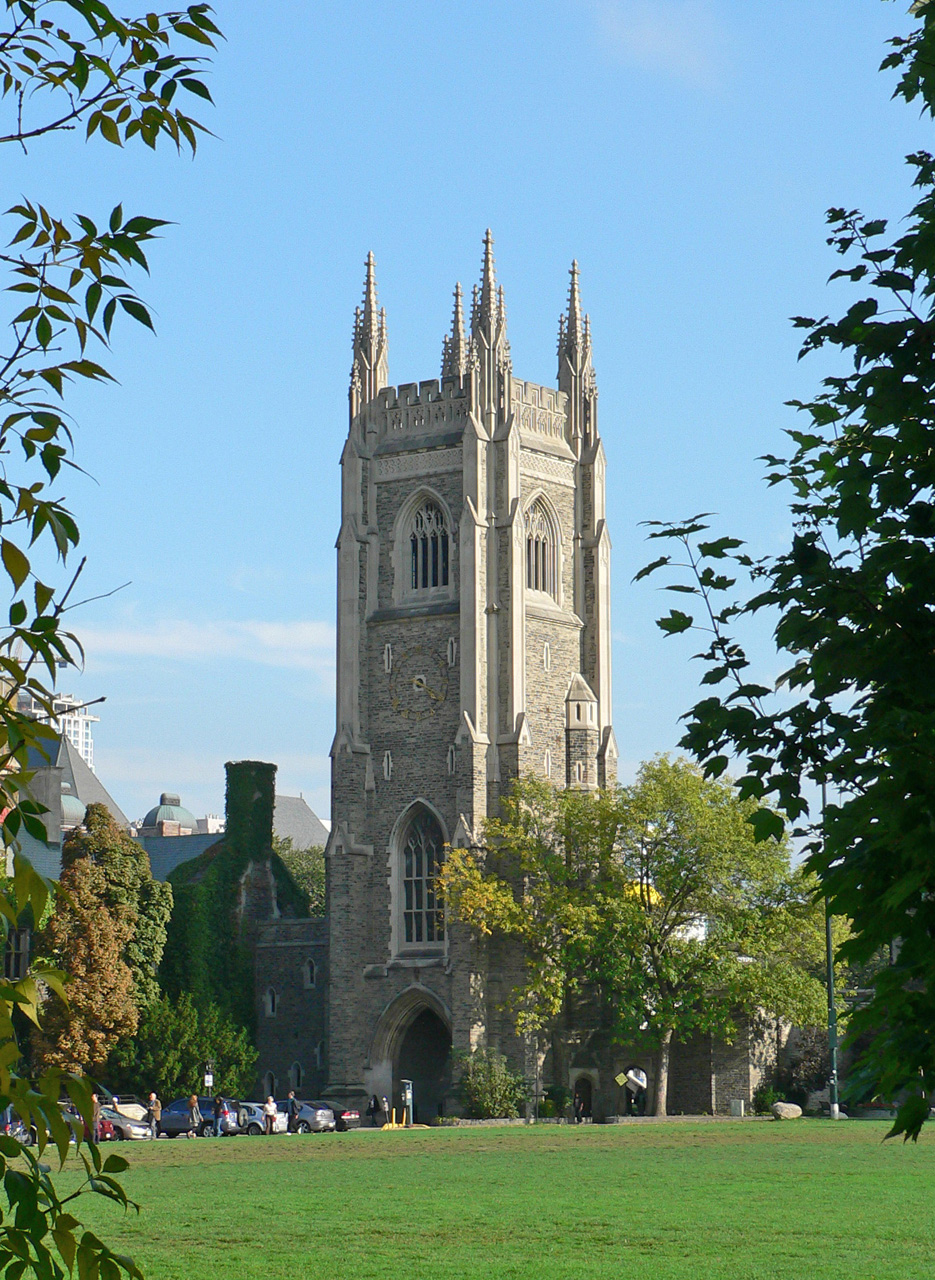
Der Soldiers’ Tower auf dem Campus als Andenken an die während der Weltkriege gefallenen Soldaten

## Geschichte
Die am 15. März 1827 unter dem Namen King’s College at York erfolgte Gründung initiierte der anglikanische Bischof von Toronto John Strachan (1778–1867). Zuerst war die Einrichtung anglikanisch orientiert, die religiöse Neutralität wurde im Jahr 1848 eingeführt. Die Hochschule erhielt im Jahr 1849 den Namen University of Toronto. Weltweite Bekanntheit erlangte die Universität im Jahr 1921, als es Frederick Banting und Charles Best in Toronto erstmals gelang, Insulin aus Pankreasgewebe zu gewinnen.

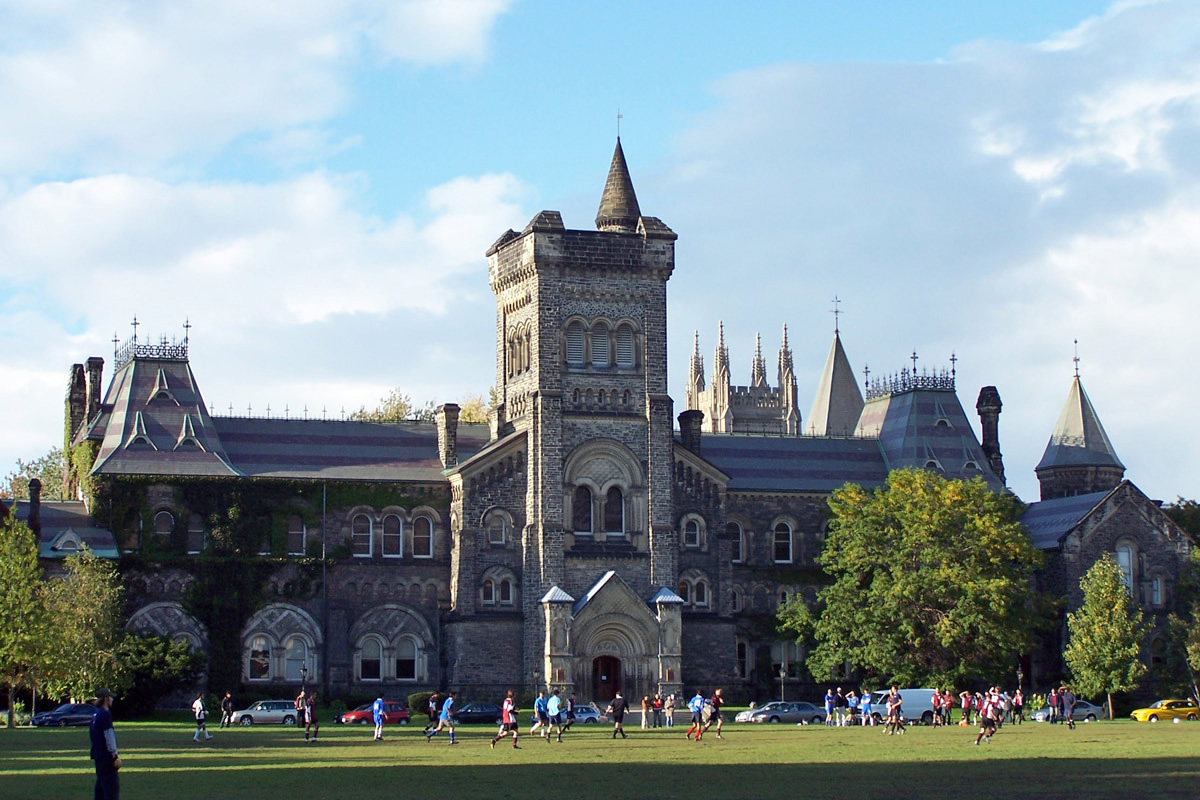
Eins von mehreren University-College-Gebäuden auf dem Campus

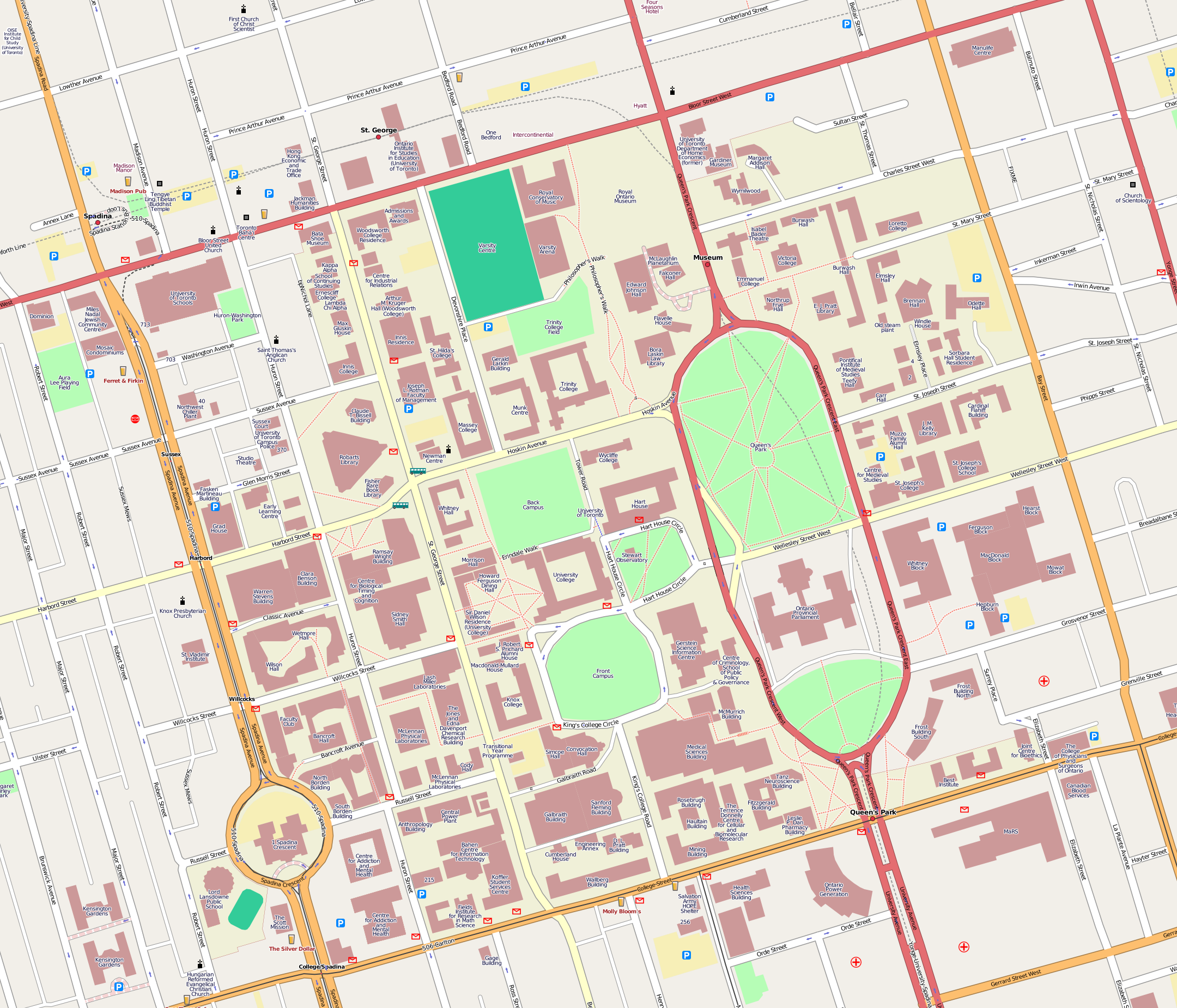
Lagekarte des Campus der University of Toronto

## Fachbereiche

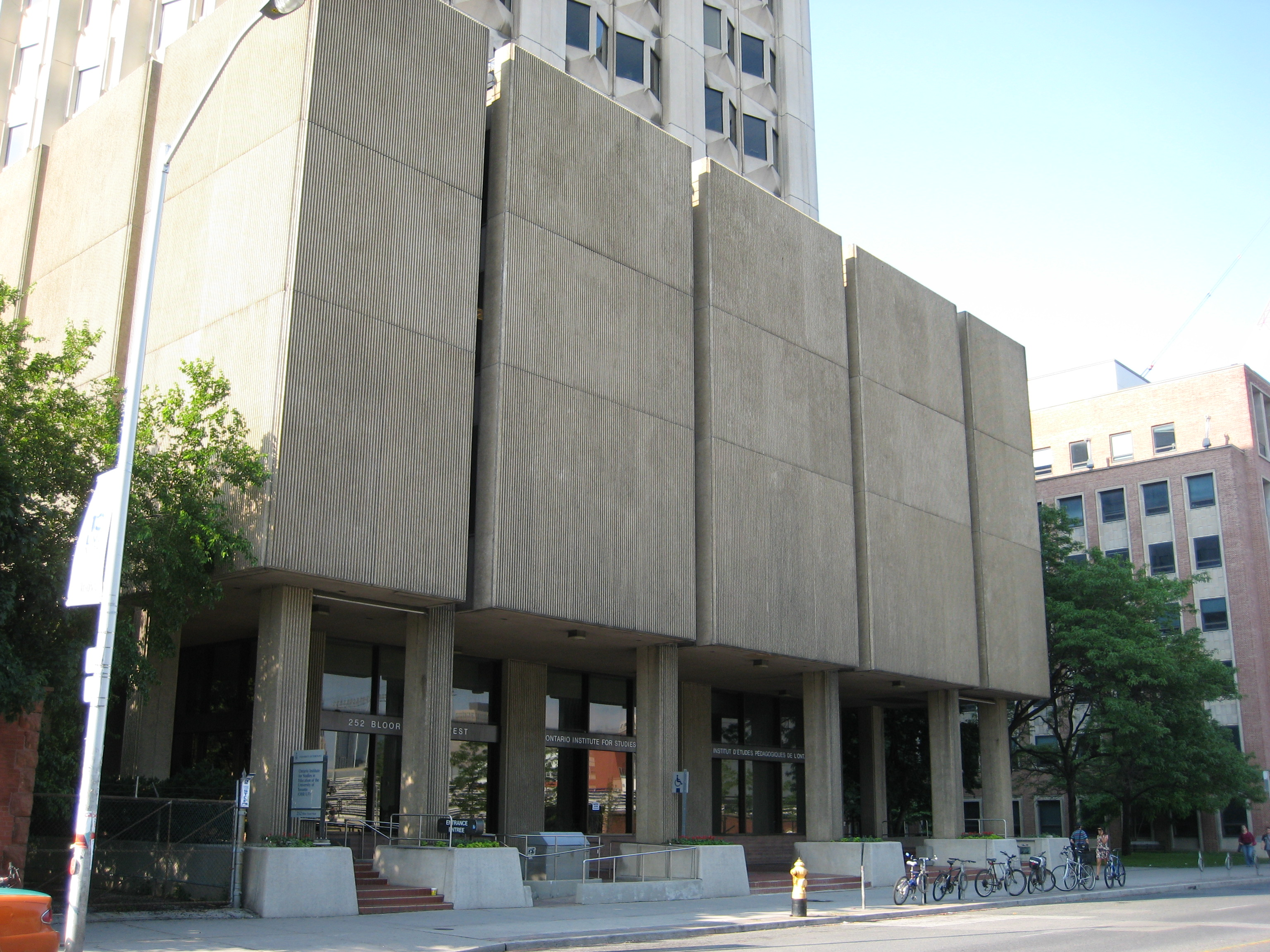
Ontario Institute for Studies in Education

- Faculty of Arts and Science (Fachbereich für Geistes- und Naturwissenschaften)
  - Innis College (Kommunikation und Medien)
  - New College
  - St. Michael’s College (katholisches College)
  - Trinity College (anglikanisches College)
  - University College
  - Victoria College
  - Woodsworth College
- Faculty of Applied Science and Engineering (Fachbereich für Ingenieurwissenschaften)
- Faculty of Architecture, Landscape and Design (Fachbereich für Architektur, Landschaft und Design)
- Faculty of Music (Fachbereich für Musikwissenschaften)
- Faculty of Forestry (Fachbereich für Forstwissenschaften)
- Faculty of Information (Fachbereich für Informationstechnik)
- Faculty of Medicine (Fachbereich für Medizinwissenschaften)
- Faculty of Nursing (Fachbereich für Pflegewissenschaften)
- Faculty of Pharmacy (Fachbereich für Pharmazie)
- Faculty of Dentistry (Fachbereich für Dentalwissenschaften)
- Faculty of Physical Education and Health (Fachbereich für Psychologie)
- Dalla Lana School of Public Health (Schule für Gesundheitswissenschaften)
- School of Public Policy and Governance (Schule für Öffentlichkeits- und Politikwissenschaften)
- Faculty of Law (Fachbereich Rechtswissenschaften)
- Rotman School of Management (Fachbereich für Wirtschaftswissenschaften)
- Ontario Institute for Studies in Education (Forschungsinstitut für Bildungswissenschaften)
- Faculty of Social Work (Fachbereich für Soziale Arbeit)
- Toronto School of Theology (Fachbereich für Theologie)

## Campusanlagen
Die Universität verfügt über drei Campusanlagen sowie zwei Einrichtungen, in denen nur Forschung betrieben wird.
- St. George (Downtown Toronto), Campus mit 52.296 Studenten
- University of Toronto Scarborough, Campus mit 10.465 Studenten
- University of Toronto Mississauga, Campus mit 10.924 Studenten
- Institute for Aerospace Studies in North-west Toronto
- Koffler Scientific Reserve in Jokers Hill, King Township

Der größte Universitätscampus befindet sich ca. 2 km nördlich vom Financial District in Downtown Toronto und südlich von den Stadtbezirken Yorkville und dem beliebten Studentenwohnviertel The Annex. Der Campus ist 71 Hektar groß und wird von der Bay Street, Bloor Street, Spadina Avenue und College Street umgrenzt. Auf dem Campus befindet sich der zur Universität gehörige Queens Park, in dem sich das Parlamentsgebäude von Ontario und weitere historische Bauten befinden. Das Universitätsgelände bildet mit seinen Grünflächen einen Kontrast zur Innenstadt Torontos mit ihren modernen Wolkenkratzern. Auf der  University Avenue, die am Queen’s Park und bis zur Front Street verläuft, werden viele Feierlichkeiten abgehalten. Die U-Bahn-Stationen der Toronto Subway Spadina, St. George, Museum, Bay und Queen’s Park befinden sich in näherer Umgebung.
Die Architektur der Gebäude, welche sich im östlichen und mittleren Teil des Campus befinden und in den Jahren 1858–1929 gebaut wurden, ist eine Kombination von Romanik und Neugotik. Das traditionelle Herz der Universität, der Front Campus, befindet sich in der Campusmitte, umgeben von einer großen Grünfläche, die als  King’s College Circle bekannt ist. Das Centrepiece ist das Hauptgebäude der Universität auf dem Campus. Es wurde im Jahre 1857 im Norman Style gebaut. 1968 wurde das Gebäude unter Denkmalschutz gestellt. Die Convocation Hall, die im Jahre 1907 fertiggestellt wurde, ist bekannt für das Kuppeldach und die ionische Ordnung. In dieser Halle werden verschiedene Veranstaltungen und Graduierungsfeiern durchgeführt. Die aus Sandstein bestehenden Gebäude des Knox College verkörpern die nordamerikanische Spielart der Neugotik.
Nach dem Zweiten Weltkrieg wurden im Westen des Campus mehrere Gebäude im moderneren internationalen Stil errichtet. Dort befinden sich vor allem Laboratorien und Verwaltungsbüros. Das signifikanteste Beispiel für die Wandlung der Architektur zum Brutalismus ist das massive Gebäude des Robarts Library Complex, welches 1972 gebaut und 1973 eröffnet wurde.

## Forschung

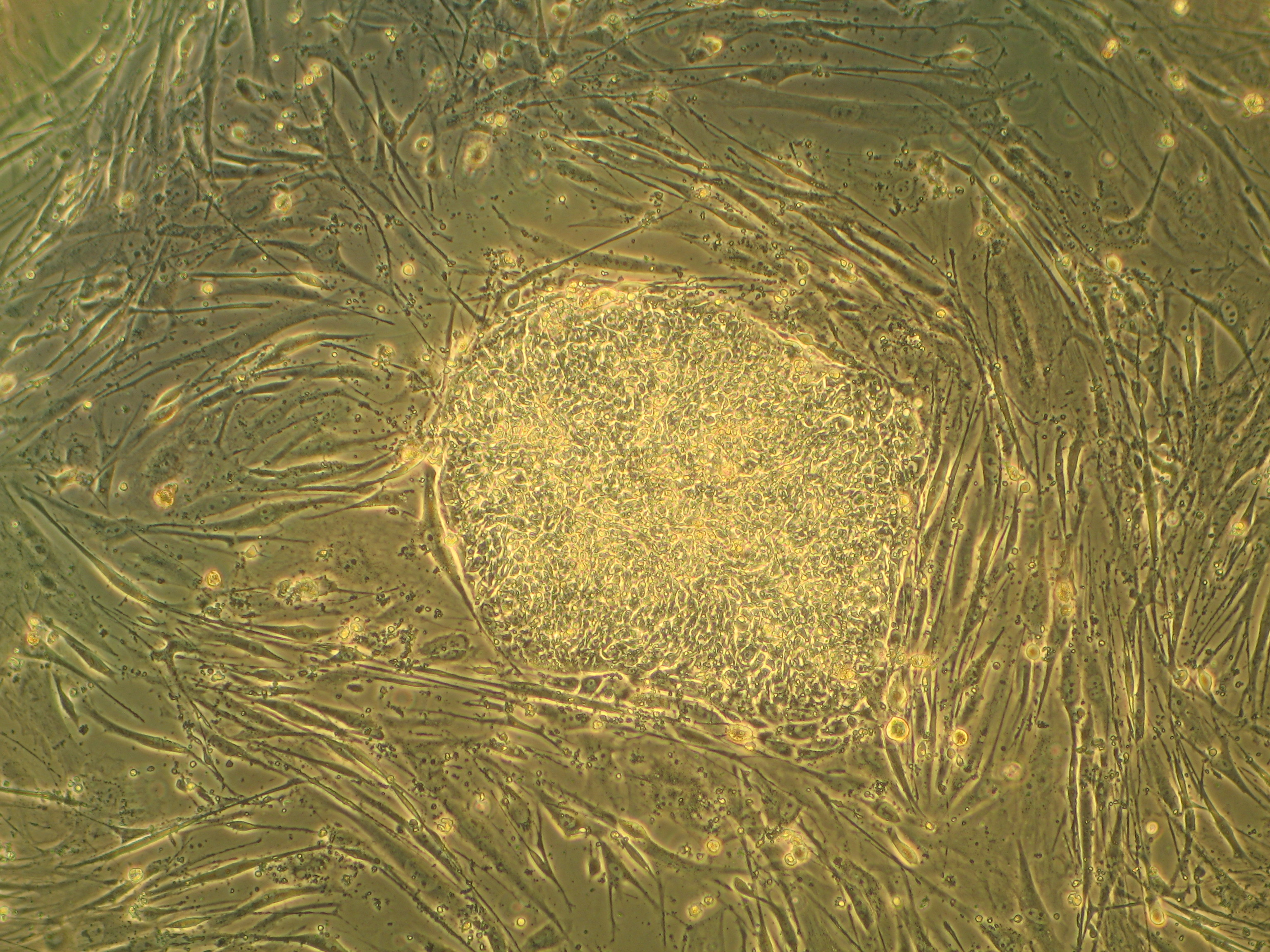
Die Entdeckung der Stammzelle von McCulloch und Till ist die Basis für das gesamte Gebiet der Stammzellenforschung

Seit 1926 ist die University of Toronto Mitglied der Association of American Universities, eines Konsortiums der führenden nordamerikanischen Forschungsuniversitäten. Die Universität verfügt über das größte Forschungsbudget aller Universitäten in Kanada, welches 845 Millionen Dollar im Jahr 2008 betrug.
Die Provinzregierung ist die größte Finanzierungsquelle der Forschung. Zu den Empfängern zählen Forschungsinstitute wie die Canadian Institutes of Health Research, das Natural Sciences and Engineering Research Council und das  Social Sciences and Humanities Research Council, welche einen Drittel des Forschungsbudets erhalten. Zirka 8 % der Forschungsmittel von Unternehmen stammen aus der Gesundheits- und Medizinbranche.
Das erste praktisch nutzbare Elektronenmikroskop wurde durch den Physikalischen Fachbereich im Jahre 1938 gebaut. Während des Zweiten Weltkriegs entwickelte die Universität den G-Suit, der von Piloten schneller Flugzeuge getragen wird, um den g-Kräften entgegenzuwirken. Durch die Forschung der  Infrarot-Chemolumineszenz konnte erstmals das Auftreten von Energien in chemischen Reaktionen beobachtet werden. 1963 wurde der Asteroid (2104) Toronto vom David Dunlap Observatory in Richmond Hill entdeckt und nach der Universität benannt.
1972 wurden durch Studien am Röntgendoppelstern Cygnus X-1 Schwarze Löcher nachgewiesen. Die Astronomen in Toronto entdeckten die Uranus-Monde Caliban und Sycorax, des Weiteren die Zwerggalaxie von Andromeda I, II und III. Die Universität entwickelte als Pionier der Computertechnologie im Jahre 1950 den UTEC, einen der ersten Computer, die höhere Rechenleistungen bewältigen konnten. Im Jahre 1921 wurde das Insulin an der University of Toronto entwickelt, was bahnbrechend für die medizinische Fachwelt war.
Die University of Toronto repräsentiert die höchste Forschungskonzentration und beherbergt die weltgrößte Ansiedlung von Biotechnologie-Unternehmen. Mehr als 5.000 Forscher residieren in der Nähe des Discovery District am Campus der University of Toronto. Das MaRS Discovery District ist ein Forschungspark der Universität und verwaltet die Patente der Universität. Im Jahre 2008 wurden 159 Erfindungen und 114 Start-up-Unternehmen gegründet. Das SciNet Consortium betreibt den leistungsstärksten Supercomputer außerhalb der Vereinigten Staaten.
Die Universität ist auch stark im Bereich der Luft- und Raumfahrtforschung engagiert. Das University of Toronto Institute for Aerospace Studies erforscht neue Technologien, entwickelt und baut eigene Satelliten sowie Luft- und Raumfahrtkomponenten für nationale und internationale Projekte.

## Einrichtungen auf dem Campus

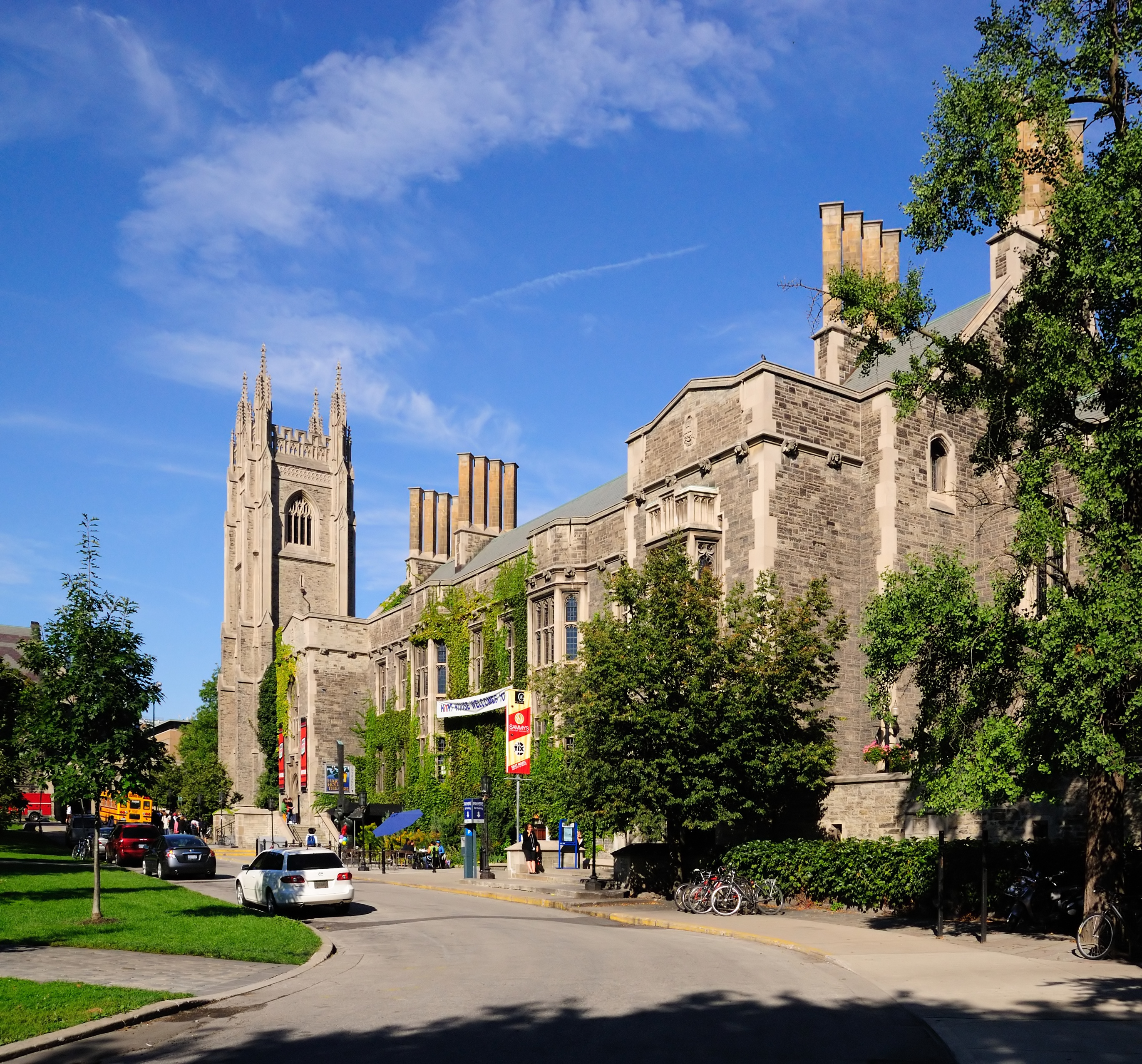
Das Hart House, Zentrum kultureller Veranstaltungen

### Studentische Medien
The Varsity ist eine der ältesten Studentenzeitungen. Sie erscheint seit 1880 wöchentlich und enthält aktuelle Informationen über z. B. Veranstaltungen des Hart House. The Newspaper wird seit 1978 aufgelegt. Daneben existieren der Campusradiosender CIUT-FM und ein kleiner Fernsehsender, auf dem studentische Produktionen ausgestrahlt werden.

### Studentenwohnheime
Jedes College an der University of Toronto betreibt eigene Studentenwohnheime und Speisesäle (außer Woodsworth College, das keinen Speisesaal hat). Auf dem Campus sind kleinere Wohnungen für 6.400 Studenten vorhanden, die vorwiegend an neuimmatrikulierte Studenten vergeben werden, weil die Studenten höherer Semester außerhalb des Campus leben. Zu den beliebten Wohngegenden zählen The Annex und Harbord Village. Im Jahre 2004 kaufte die Universität ein benachbartes Hotelgebäude auf, das seither als „Chestnut Residence“ weiteren Wohnraum bietet.

## Internationale Rankings und Kooperationen
Die Universität erreichte 2020 den 18. Platz im Ranking der Times Higher Education. Des Weiteren erhielt die Universität nach dem Shanghai-Ranking 2011 mit dem Academic Ranking of World Universities (ARWU) den Platz 26. Nach einem Webranking 2019 liegt sie weltweit auf Platz 23, Kanada-weit auf Platz 1.
Die Universität von Toronto kooperiert in Deutschland mit der Goethe-Universität in Frankfurt am Main. Beide Städte sind durch eine langjährige Partnerschaft verbunden.

## Sport
Die Teams der Varsity Blues vertreten die University of Toronto auf Universitätslevel in den Ligen der OUA innerhalb der CIS. Die Eagles vertreten den Campus Mississauga in der CCAA (Konferenz: OCAA).
Die damalige Rugbymannschaft der Universität war im Jahr 1909 als Sieger des 1st Grey Cup auch der erste Gewinner des Grey Cups, welcher sich später zur heutigen nationalen Meisterschaft im Canadian Football entwickelte. Diese Meisterschaft konnte in den Jahren 1910 und 1911 verteidigt werden.

## Persönlichkeiten und Alumni

### Nobelpreisträger
- Frederick Banting (1891–1941), Chirurg und Physiologe: Alumnus und ehemaliges Mitglied, 1923 Nobelpreis für Physiologie oder Medizin
- John James Richard Macleod (1876–1935), schottisch-kanadischer Physiologe und Mitentdecker des Insulins: Ehemaliges Mitglied, 1923 Nobelpreis für Physiologie oder Medizin
- Lester B. Pearson (1897–1972), Politiker und Diplomat: Alumnus und ehemaliges Mitglied, 1957 Friedensnobelpreis als Premierminister von Kanada
- Arthur Leonard Schawlow (1921–1999), US-amerikanischer Physiker: Alumnus, 1981 Nobelpreis für Physik
- John C. Polanyi (* 1929), Chemiker und Physiker ungarischer Abstammung: Mitglied, 1986 Nobelpreis für Chemie
- Bertram Brockhouse (1918–2003), Physiker: Alumnus, 1994 Nobelpreis für Physik
- Walter Kohn (1923–2016), US-amerikanischer Physiker österreichischer Herkunft: 1998 Nobelpreis für Chemie
- Oliver Smithies (1925–2017), englisch-US-amerikanischer Genetiker: 2007 Nobelpreis für Physiologie oder Medizin

### Weitere
- Clara Benson (1875–1964), Chemikerin und Hochschullehrerin
- Gail Bowen (* 1942), Schriftstellerin, Hochschullehrerin und Dramatikerin
- Matt Cohen (1942–1999), Schriftsteller
- Ronald Deibert (* 1964), Politikwissenschaftler, Leiter des Citizen Lab
- Cynthia Flood (* 1940), Schriftstellerin
- Frieda Fraser (1899–1994), Ärztin, Wissenschaftlerin und Hochschullehrerin
- Malcolm Gladwell (* 1963), Journalist, Autor und Unternehmensberater
- Jeffrey F. Hamburger (* 1957), Kunsthistoriker
- Geoffrey Hinton (* 1947), Wissenschaftler im Bereich künstlicher neuronaler Netze, Leiter von Google Brain
- Stana Katić (* 1978), Schauspielerin
- Mike Keenan (* 1949), Eishockeyspieler und -trainer
- Pia Kleber (* 1941), deutsche Theaterwissenschaftlerin und Hochschullehrerin für Schauspiel
- Charles Vance Millar (1853–1926), Anwalt und Unternehmer
- Peter Munk (1927–2018), Unternehmer, Investor, Mäzen
- Peter C. Newman (1929–2023), Journalist und Schriftsteller
- Kenneth Nowakowski (* 1958), ukrainisch griechisch-katholischer Bischof von London
- Jordan Peterson (* 1962), Klinischer Psychologe und Kulturkritiker
- Don Tapscott (* 1947), Autor
- Louise A. Tilly (1930–2018), Historikerin und Hochschullehrerin
- Russell Williams (* 1963), Mörder und ehemaliger Offizier der Luftwaffe
- Chan Wing-wah (* 1954), Komponist
- Eric Wright (1929–2015), Schriftsteller und Hochschullehrer

## Buchveröffentlichungen
- Claude T. Bissell: Halfway up Parnassus: A Personal Account of the University of Toronto. University of Toronto Press 1974, ISBN 0-8020-2172-7.
- Ann Rochon Ford: A Path Not Strewn with Roses. University of Toronto Press, 1985, ISBN 0-8020-3999-5.
- Martin L. Friedland: The University of Toronto: A History. University of Toronto Press 2002, ISBN 0-8020-4429-8.
- Charles Morden Levi: Comings and Goings. McGill-Queen’s University Press, 2003, ISBN 0-7735-2442-8.
- A. Brian McKillop: Matters of Mind. University of Toronto Press 1994, ISBN 0-8020-7216-X.
- John G. Slater: Minerva’s Aviary: Philosophy at Toronto. University of Toronto Press, 2005, ISBN 0-8020-3870-0.
- W. Stewart Wallace: A History of the University of Toronto, 1827–1927. University of Toronto Press 1927.